# Giftige Saat
Giftige Saat (Originaltitel: Jeux d'influence) ist eine 2019 gestartete französische Fernsehserie über die Verstrickungen von Politik, Wirtschaft, Lobbyismus, Geld und Macht im Zusammenhang mit Agrochemie. Inszeniert, miterdacht und -produziert wurde sie von Jean-Xavier de Lestrade, der als Inspirationsquelle für die erste Staffel u. a. den Fall eines französischen Landwirts nannte, der den Konzern Monsanto wegen des umstrittenen Unkrautvernichtungsmittels Glyphosat verklagte. Die in Deutschland und Frankreich auf Arte erstausgestrahlte Serie lässt sich den Genres Drama, Thriller und Wirtschaftskrimi zuordnen. Die zweite Staffel erschien unter dem Titel Giftige Saat: Die Kämpferinnen (Deutsch) bzw. Jeux d'influence, les combattantes (Französisch).

## Handlung der ersten Staffel
Bei dem Bauer Michel Villeneuve wird Leukämie diagnostiziert. Sein Freund, der Parlamentsabgeordnete Guillaume Delpierre, vermutet als Ursache dafür das Pestizid, das Michel auf seinen Feldern seit langer Zeit versprüht. Deshalb möchte sich Guillaume politisch für ein Verbot solcher Pestizide einsetzen. Zwecks Erweiterung seines diesbezüglichen Einflussbereichs lässt er sich zum Referenten für das betreffende Agrargesetz wählen. Mathieu Bowman, Chef der nach ihm benannten Unternehmensberatung, die auch den Agrarkonzern Saskia berät, engagiert die ehemalige Parlamentsjournalistin Claire Lansel als Lobbyistin, um im Interesse von Saskia Einfluss auf die Gesetzgebung zu nehmen.
Mit einem hohen Betrag Bargeld besorgt sich Didier Forrest, Marketingmanager bei Saskia, in Belgien Dokumente mit Ergebnissen einer geheimen Studie über die menschliche Verträglichkeit des von ihm beruflich beworbenen Pestizids, ehe er sie sich per Post an seine eigene Firmenadresse schickt. Kurz darauf birgt man ihn ertrunken aus der Seine. Die Kripo geht von Selbstmord aus und teilt Didiers Familie mit, dass er eine geheime Liebesbeziehung mit einer anderen Frau geführt habe. Didiers Tochter Chloé glaubt weder den Suizid noch die Affäre mit der Frau und sammelt deshalb eigenmächtig Beweise, die das untermauern. Für den Zuschauer wird deutlich, dass Mathieu und sein Assistent Christophe Maillard die Frau für falsche Aussagen, sie sei Didiers Geliebte, bezahlt haben.
Die geplante Agrargesetzesänderung würde zum Verbot von drei wichtigen, sehr ertragreichen Saskia-Produkten führen, darunter dem Unkrautvernichtungsmittel Lymitrol, welches aus Sicht von Guillaume verantwortlich für etliche menschliche Krebsfälle in seinem Wahlkreis ist. Guillaume und sein Assistent Romain Corso lassen sich durch den Forscher Merienne die Erkenntnisse von dessen geheimer Langzeitstudie über die Auswirkungen von Lymitrol zeigen und erfahren, dass es zumindest bei den Versuchsratten beim Ausgesetztsein von schon geringen Mengen Lymitrol zur Tumorbildung kommt. Mathieu und Claire versuchen erfolglos, Zeit zu gewinnen und Guillaume von der Verschiebung der Gesetzesänderung zu überzeugen.
Auch zur Unterstützung seines Gesetzesvorhabens motiviert Guillaume Michel dazu, wegen seiner Krebserkrankung gegen Saskia zu klagen. Mathieu bietet Michel als Gegenleistung für einen Verzicht auf die Klage 300.000 Euro an, später 400.000. Um Michel unter Druck zu setzen, lässt Mathieu zudem verhindern, dass er wie gewohnt Saatgut kaufen kann. Mathieu setzt mit Claires Hilfe einiges daran, um Merienne und Guillaume öffentlich zu diskreditieren, das betrifft auch Guillaumes Privatleben.
Sich der Brisanz der Dokumente unbewusst, gewährt Didiers Sekretärin Chloé Einblick in die Studie, die ihr Vater sich zugeschickt hatte. Mathieu lässt daraufhin Claire Chloé die Studie wegnehmen. Durch eigene Lektüre der Dokumente und Chloés Fragen kommen auch Claire Zweifel an der offiziellen Todesursache Didiers. Deshalb folgt sie Chloé ins belgische Middelkerke, von wo aus Didier die Dokumente abgeschickt hatte, und hilft ihr beim Auffinden des ehemaligen Saskia-Forschers Michael Sorensen. Dessen Entlassung vor einem Jahr stand im Zusammenhang mit den Studienergebnissen. Er ist sich sicher, dass Didier wegen der gleichen Erkenntnis ermordet wurde, und fürchtet auch um sein eigenes Leben.
Mit Guillaumes Hilfe begründet Michel seine Klage gegen Saskia in einem Radio-Interview, womit Guillaume allerdings das Misstrauen seines Vorgesetzten erweckt, dem Landwirtschaftsminister. Merienne lässt seine Forschungsergebnisse ausführlich in einer Zeitschrift publizieren, sehr zum Ärger von Mathieu und Andrew Percy, dem Saskia-Vorstandsvorsitzenden. Auf die darin geäußerte Kritik an den Saskia-Produkten reagiert Bowman mit einer öffentlichen Gegendarstellung von 40 ausgesuchten Wissenschaftlern. Nachdem Guillaumes Kollegen fraktionsintern der Gesetzesänderung zugestimmt haben, äußert Mathieu gegenüber dem Premierminister Roland Kastaing, von dem er erwartet hatte, dies zu verhindern, sein Missfallen. Die Firma Bowman versucht weiterhin, Guillaume von der Gesetzesänderung abzuhalten, indem sie Saskia als Aufsichtsratsmitglied einer von Guillaume unterstützten Firma dazu einsetzt, sich für eine Standortschließung jener Firma auszusprechen, die in seinem Wahlkreis Hunderte Arbeitsplätze kosten würde.
Nachdem Chloé Andrew persönlich beschuldigt hat, für Didiers Tod verantwortlich zu sein, lässt er Chloé Heroin spritzen und mit der Hilfe ihm zuarbeitender Mediziner in psychiatrische Behandlung bringen. Claire belügt ihre Vorgesetzten über den wahren Grund ihrer Reise nach Middelkerke und erweckt damit und mit ihrer neu entstandenen Liebesbeziehung zu Romain das Misstrauen von Mathieu und Christophe. Unter Todesangst und auf Claires drängende Bitte teilt Michael ihr den Namen des Autors der von ihm weitergegebenen Studie mit, Eric Vigan. Nachdem Andrew Claire dabei ertappt hat, Chloé aus der Psychiatrie zu entfernen, ist unverkennbar, dass sie nicht mehr im Interesse von Bowman und Saskia arbeitet, sodass Mathieu sie prompt zum Unterschreiben ihrer sofortigen Kündigung mit Verschwiegenheitsklausel drängt.
Claire erfährt von Eric, dass er die Studie nicht geschönt hat, aber dass er von Saskia Geld annahm, damit seine Familie nicht länger bedrängt, überwacht und bedroht wird. Michael hat dann die Studie, die einem Saskia-Produkt verheerende gesundheitliche Auswirkungen bescheinigte, gestohlen, woraufhin auch er bedroht und überwacht wurde. Didier wollte sie daraufhin zurückkaufen und Andrew damit konfrontieren, was ihn sein Leben kostete. Da Claire und Michael offiziell zur Verschwiegenheit verpflichtet sind, geben sie die Saskia und Andrew belastenden Informationen an Didiers Witwe Suzanne, die damit Klage gegen die Saskia-Geschäftsführung erhebt, auch wegen Mordes an Didier.
Mathieu droht Guillaume und Romain mit der Enthüllung von Romains Rolle in einer lange zurückliegenden Straftat und erpresst damit von Guillaume die Verschiebung der Gesetzesänderung um zwei Jahre. Außerdem zwingt er Andrew wegen des Mordvorwurfs zum Rücktritt. Michels Klage gegen Saskia wird bei Gericht angenommen. Guillaume nimmt Rolands Angebot an, neuer Landwirtschaftsminister zu werden.

## Besetzung und Synchronisation
Die deutsche Synchronfassung wurde von der Studio Hamburg Synchron GmbH hergestellt. Susanne Boetius verfasste das Dialogbuch und führte Dialogregie.
| Darsteller              | Rollenname          | Synchronsprecher  | Rolle                                                                                       |
| ----------------------- | ------------------- | ----------------- | ------------------------------------------------------------------------------------------- |
| Alix Poisson            | Claire Lansel       | Aline Staskowiak  | Staffel 1: Beraterin der Firma Bowman, Agrarlobbyistin, Staffel 2: Journalistin             |
| Laurent Stocker         | Guillaume Delpierre | Viktor Neumann    | Staffel 1: Abgeordneter in der Nationalversammlung, Staffel 2: Frz. Landwirtschaftsminister |
| Jean-François Sivadier  | Mathieu Bowman      | Bernd Vollbrecht  | Chef der Unternehmensberatungsfirma Bowman, Anwalt der Firma Saskia                         |
| Pierre Perrier          | Romain Corso        | Jannik Endemann   | Assistent von Guillaume Delpierre                                                           |
| Marilou Aussilloux      | Chloé Forrest       | Victoria Franz    | Tochter von Didier und Suzanne Forrest                                                      |
| Christophe Kourotchkine | Michel Villeneuve   | Lutz Schnell      | Landwirt, Leukämiepatient                                                                   |
| Marc Citti              | Didier Forrest      | Thomas Schmuckert | Marketingmanager der Firma Saskia, Vater von Chloé Forrest                                  |
| Thierry Hancisse        | Andrew Percy        |                   | Vorstandsvorsitzender des Agrarkonzerns Saskia                                              |
| Guillaume Marquet       | Christophe Maillard | Steven Merting    | Assistent von Mathieu Bowman                                                                |
| Jan Hammenecker         | Michael Sorensen    | Ben Posener       | Ehemaliger Saskia-Mitarbeiter                                                               |
| Anne Coesens            | Suzanne Forrest     | Marion Musiol     | Ehefrau bzw. Witwe von Didier Forrest                                                       |
| Francis Leplay          | Roland Kastaing     |                   | Französischer Premierminister                                                               |
| Marie Dompnier          | Florence Delpierre  |                   |                                                                                             |

## Veröffentlichung
Beim Festival de la Fiction TV 2018 in La Rochelle hatte die Serie am 14. September 2018 ihre Premiere. Im dortigen Wettbewerb der französischen Produktionen gewann sie den Preis als beste Miniserie. Ab 6. Juni 2019 standen alle sechs Episoden der ersten Staffel zum Streaming in der Mediathek des Senders Arte bereit. Eine Woche später, am 13. Juni 2019, begann Arte mit der Ausstrahlung der Staffel im Fernsehen. Die französischsprachige Erstausstrahlung der ersten Staffel in der Schweiz war am 22. Mai 2019 auf dem Sender RTS Un.

## Themen und Motive
In einem Interview mit dem französischen Kulturmagazin Télérama sagte der Regisseur de Lestrade, dass die Serie aus seiner Idee hervorgegangen sei, von der Brüchigkeit zwischen dem politischen Milieu und industriellen Interessen zu erzählen. Bei der Gelegenheit habe er auch die Geschichte über einen gegen Monsanto klagenden Bauern aus dem Département Charente aufgegriffen, auf die ihn sein Vater bereits 2011 in einem Zeitungsartikel aufmerksam gemacht habe.
Auch Rezipienten erkannten in dem fiktiven Konzern Saskia Ähnlichkeit zu dem realen Monsanto. In der FAZ etwa nannte der Autor Oliver Jungen die Serie „eine bis zur Kenntlichkeit fiktionalisierte, in kriminalistischer Hinsicht jedoch angespitzte Variante“, um die Geschichte von Monsanto und dem Unkrautvernichtungsmittel Glyphosat zu erzählen.

## Kritik
Kritiker aus deutschsprachigen Medien äußerten sich zwiegespalten bis positiv zur ersten Staffel.
Im Fernsehmagazin rtv etwa meinte Sabine Storch, dass die Dialoge ebenso spitz wie intelligent seien, dass die Serie wohltuenderweise sachlich bleibe und die Lobbyarbeit realistisch nachgezeichnet sei. Die Charaktere hätten zwar Tiefe, ihre Beziehungen seien aber etwas konstruiert. Die Darstellung der Frauen sei unzeitgemäß, da es nur zwei „über die Nebenrolle der fürsorglichen Gattin hinaus“ schafften und „dann kaltblütig und unsympathisch gezeichnet“ würden.
In der FAZ bedauerte der Kritiker Oliver Jungen es, dass der Regisseur die Fiktionalisierung der Geschichte um Glyphosat und Monsanto nicht dazu nutze, „um Erwartbarkeit zu unterlaufen, sondern um die Gut-böse-Verteilung zu übersteigern.“ Damit sei die Serie eine „Abrechnung“ und „ein sechsstündiges Tendenzstück“ geworden, das zwar sehr gute Argumente für den Ökozid, aber auch erzählerische Schwächen habe, darunter „allzu erstaunliche Erfolge“ bei der Informationsgewinnung durch die Hauptfigur Claire Lansel. Das Werk könne „äußerst spannend“ sein, „wenn das politisch-ökonomische Tauziehen […] mit einiger Komplexität abgebildet“ werde.
Letzteren Aspekt lobte ähnlich auch die Kritikerin Astrid Ebenführer in der österreichischen Zeitung Der Standard und empfahl die Serie vor allem deshalb, weil sie „kein allzu simples Gut-Böse-Szenario“ entwerfe und sich die „toxischen Verbindungen der Protagonisten […] im Laufe der Geschichte als weit giftiger“ herausstellten, als man zunächst ahnen würde.